# 宋氏香港蛛
宋氏香港蛛（學名：Hongkongia songi）是平腹蛛科香港蛛屬的一個物種，於2009年在台灣發現，是當地的特有種。

## 分佈
本物種目前僅見於墾丁國家公園。